# Zotac
ZOTAC International Ltd — крупный китайский производитель компьютерных комплектующих: видеокарт и материнских плат на базе процессоров NVIDIA, миниатюрных персональных компьютеров и неттопов. Штаб-квартира компании расположена в Гонконге.  
ZOTAC является дочерним предприятием группы PC Partner — крупного гонконгского производителя компьютерного оборудования, который располагает мощной производственной базой (более 40 сборочных линий на собственном заводе в Дунгуане) и стоит ещё за одним известным брендом — Inno3D.

## История
Торговая марка ZOTAC была зарегистрирована 20 сентября 2006 года, а первая продукция бренда появилась в марте 2007 года.

## Zotac Cup
Zotac является основателем еженедельного киберспортивного онлайн-турнира по компьютерным играм.

## Продукция

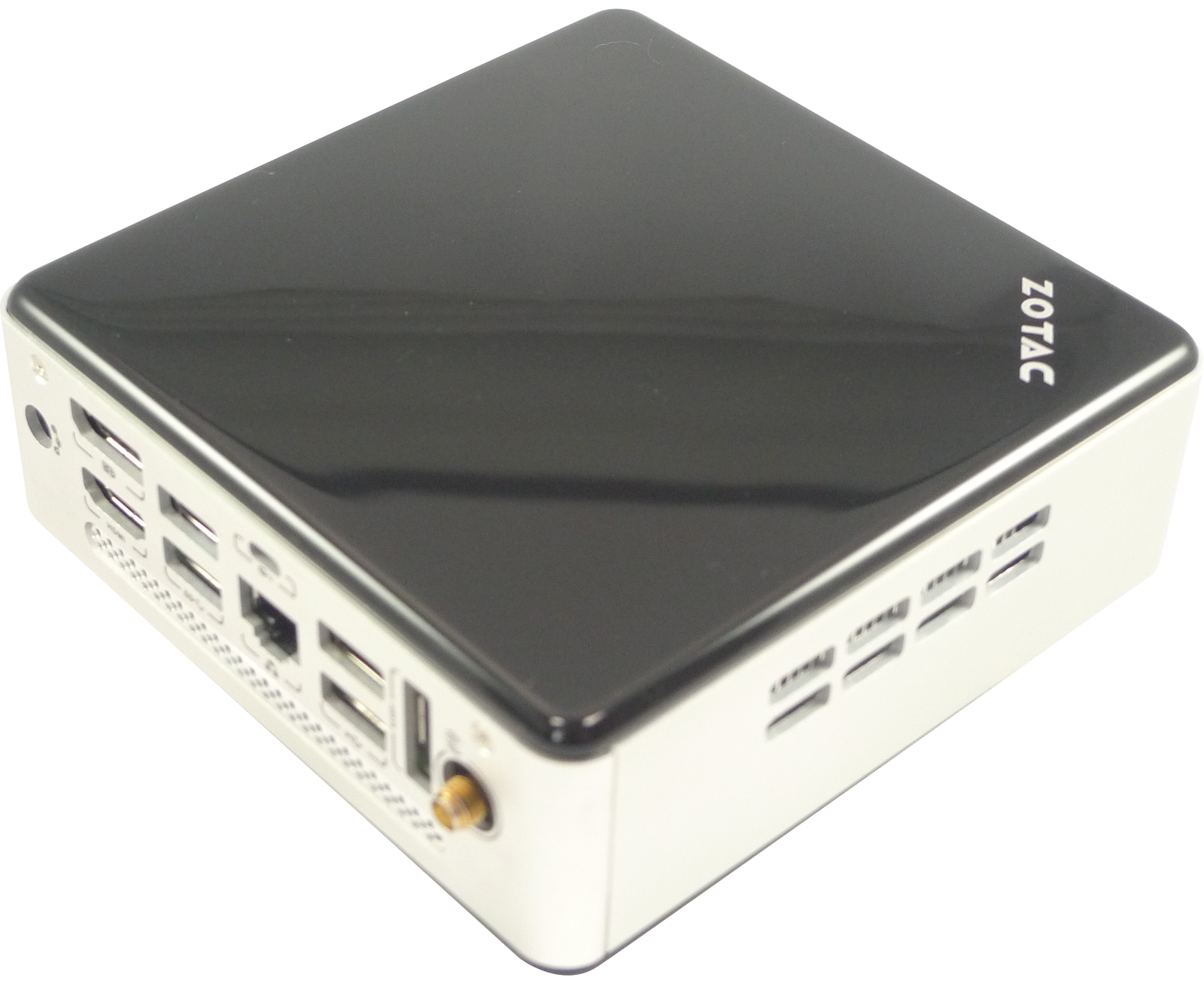
Мини-компьютер ZOTAC
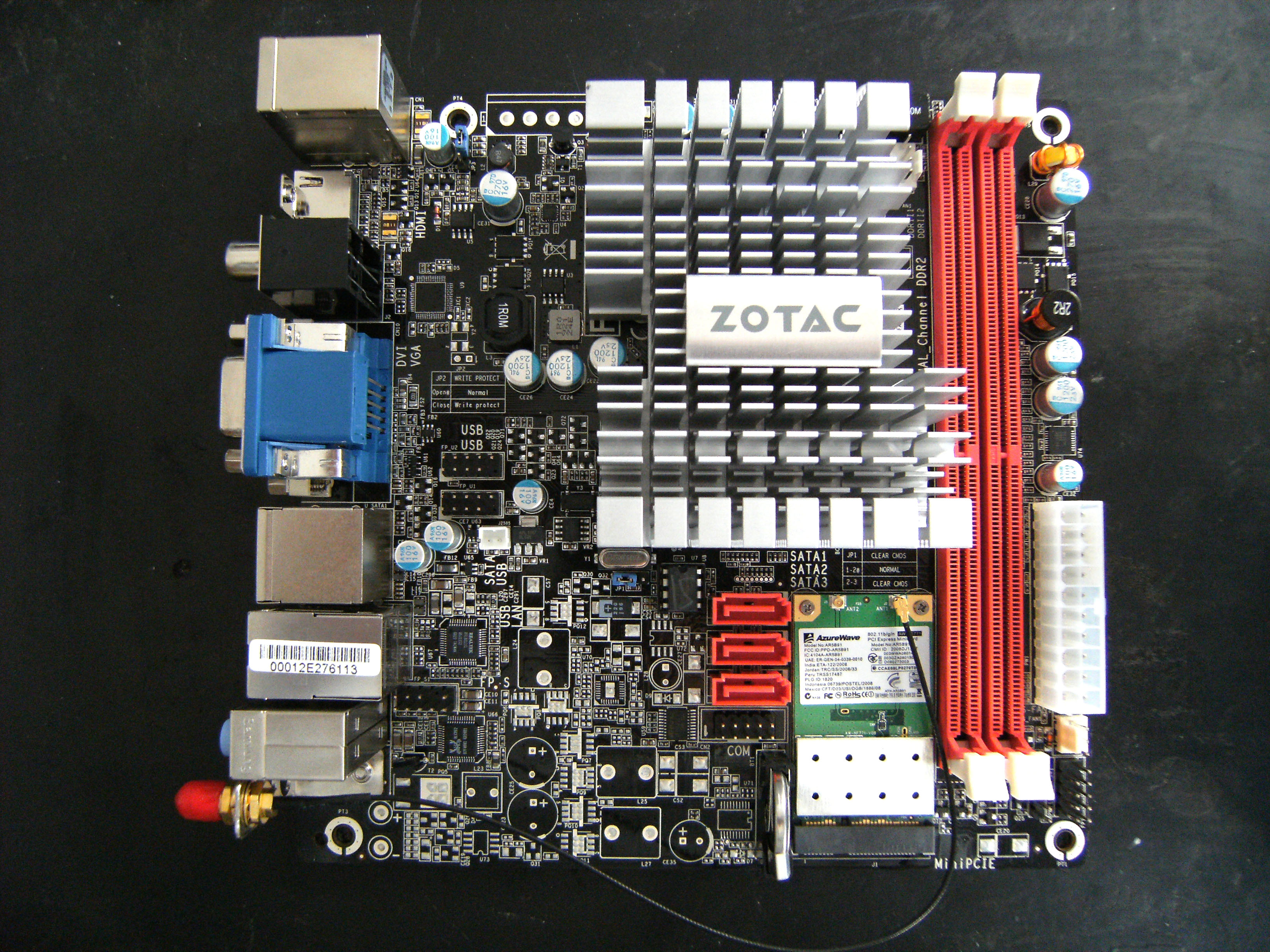
Материнская плата ZOTAC
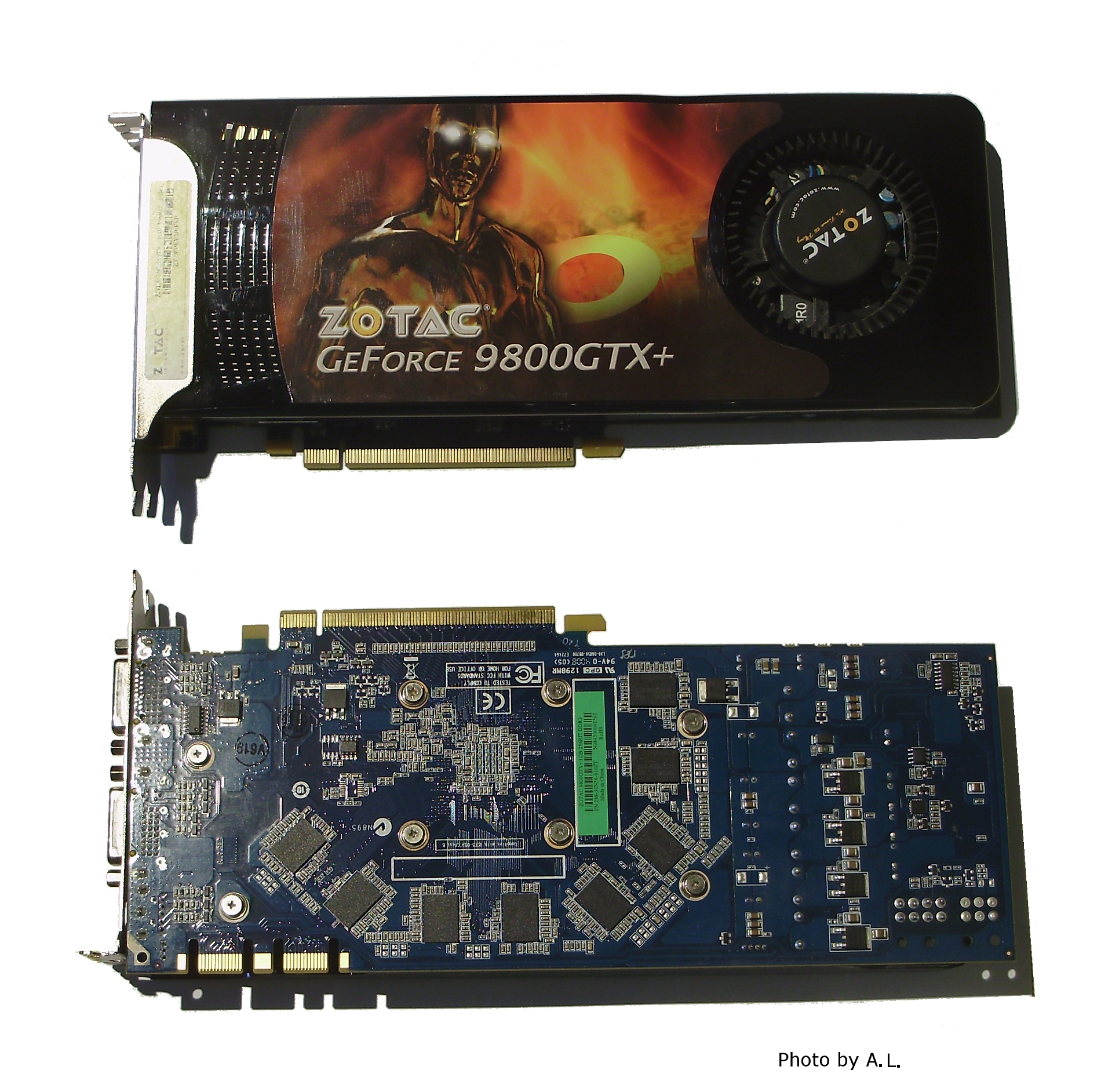
Видеокарты ZOTAC